# Galerina
Galerina és un gènere de bolets agaricals de la família de les himenogastràcies (Hymenogastraceae). Inclou unes 300 espècies de distribució cosmopolita, amb espores marronoses que arriben fins i tot a la remota Illa Macquarie. Galerina significa "com un casc".
Les espècies d'aquest gènere són típicament menudes i amb un tronc trencadís. Prefereixen viure entre la molsa. Aquest gènere és conegut per la confusió d'algunes de les seves espècies tòxiques amb el gènere al·lucinogen Psilocybe.
Galerina resulta ser un gènere polifilètic, consistent en almenys tres clades sense estar relacionats.

## Espècies notables
Galerina vittiformis és l'espècie tipus del gènere Galerina.
Galerina marginata és un bolet verinós que es troba en zones temperades. Galerina autumnalis i cinc espècies més són de fet sinònims de Galerina marginata.
Galerina sulciceps, espècie mortal que es fa a Indonèsia que sembla encara més tòxica que la farinera borda (Amanita phalloides).